# Шиловка (Решетиловский район)
Шиловка (укр. Шилівка) — село,
Шиловский сельский совет,
Решетиловский район,
Полтавская область,
Украина.
Код КОАТУУ — 5324285701. Население по переписи 2001 года составляло 443 человека.
Является административным центром Шиловского сельского совета, в который, кроме того, входят сёла
Онищенки и
Паненки.

## Географическое положение
Село Шиловка находится на левом берегу реки Псёл, в месте впадения в неё реки Саврай,
ниже по течению на расстоянии в 4 км расположено село Паненки,
на противоположном берегу — село Подгорье (Великобагачанский район).
Река в этом месте извилистая, образует лиманы, старицы и заболоченные озёра.

## Экономика
- ЧП «Колос».
- База отдыха «Тепловозоремонтник» (ПТРЗ).

## Объекты социальной сферы

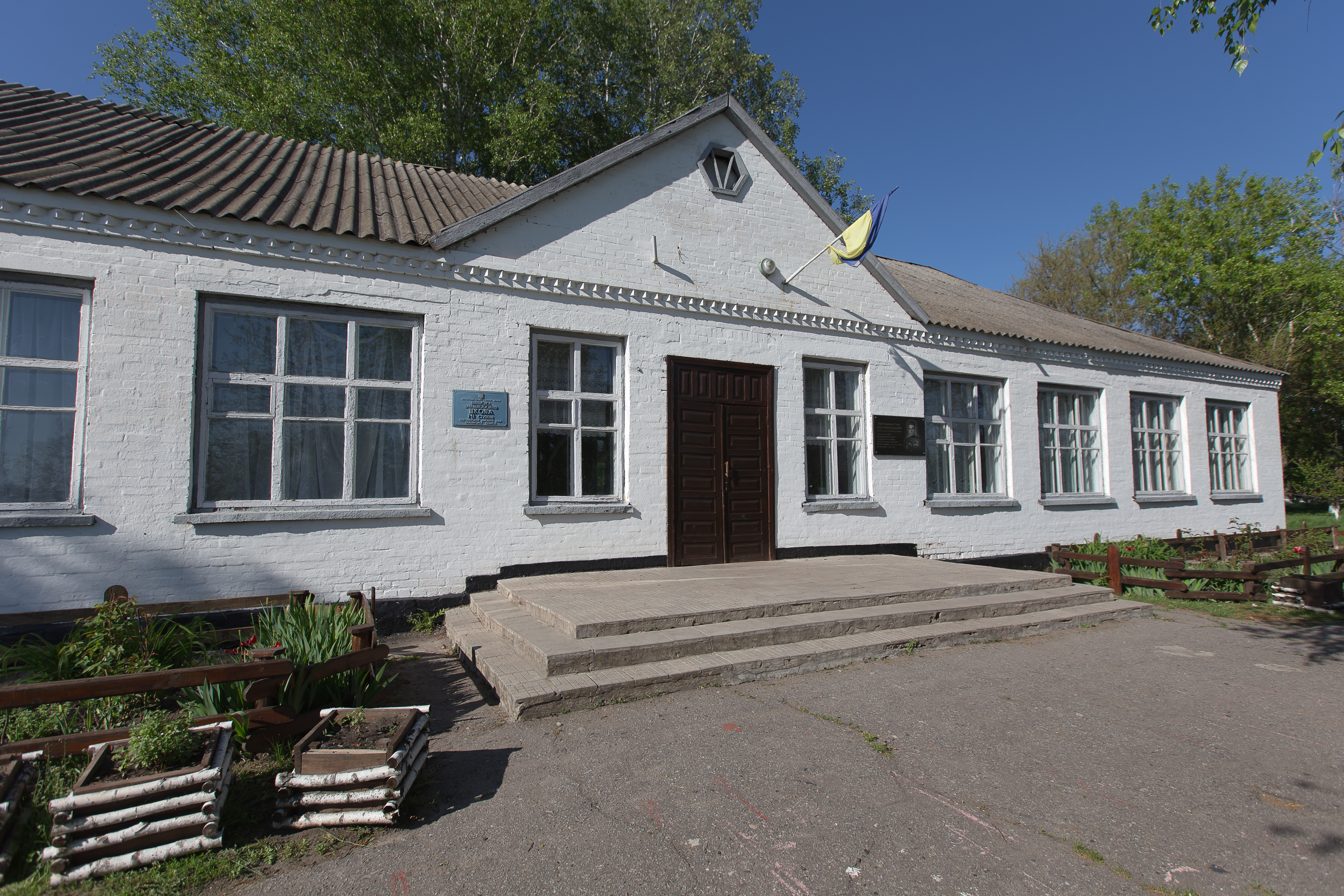
Школа

- Школа І—ІІ ст.
- Дом культуры.

## Известные люди
- Арендаренко Иван Иванович (1921) — Герой Советского Союза, родился в селе Шиловка.